# Jesús Antonio Lerma Nolasco

Bischofswappen von Jesús Antonio Lerma Nolasco

Jesús Antonio Lerma Nolasco (* 4. Juli 1945 in Xalisco, Nayarit; † 10. März 2025 in Tepic) war ein mexikanischer Geistlicher und römisch-katholischer Bischof von Iztapalapa.

## Leben
Jesús Antonio Lerma Nolasco trat bereits im Alter von 12 Jahren in die Apostolische Schule von Xalisco ein. Sechs Jahre später begann er sein Philosophie- und Theologiestudium am Nationalen Seminar von Montezuma und empfing am 24. Dezember 1971 das Sakrament der Priesterweihe für das Bistum Tepic. Er war 20 Jahre lang Pfarrer in der Pfarrei Unserer Lieben Frau von Mariä Himmelfahrt von Acaponeta. 1989 wurde er zum Bischofsvikar für das Gebiet Costa de Oro ernannt, bis er 1991 das Amt des Pastoralvikars der Diözese Tepic übernahm. 1993 wurde er zum Generalvikar berufen.
Am 7. Mai 2009 ernannte ihn Papst Benedikt XVI. zum Titularbischof von Aulona und bestellte ihn zum Weihbischof in Mexiko-Stadt. Der Erzbischof von Mexiko-Stadt, Norberto Kardinal Rivera Carrera, spendete ihm am 10. Juli desselben Jahres die Bischofsweihe; Mitkonsekratoren waren der Apostolische Nuntius in Mexiko, Erzbischof Christophe Pierre, und der Erzbischof von Tlalnepantla, Carlos Aguiar Retes.
Papst Franziskus ernannte ihn am 28. September 2019 zum ersten Bischof des mit gleichem Datum errichteten Bistums Iztapalapa. Die Amtseinführung erfolgte am 4. November 2019.
Am 14. August 2021 nahm Papst Franziskus seinen altersbedingten Rücktritt an. Er starb am 10. März 2025 in Tepic im Alter von 79 Jahren.